# 王承文
王承文（1966年3月—），男，汉族，山东黄县人，中华人民共和国政治人物，中共第二十届中央纪委委员，曾任国家自然科学基金委员会副主任、党组成员，现任中华人民共和国教育部党组成员、中央纪委国家监委驻教育部纪检监察组组长。